# Kujacza
Kujacza (ros. Куяча) – wieś w Rosji, w Kraju Ałtajskim, w rejonie ałtajskim. W 2021 liczyła 443 mieszkańców.